# Мембрански процеси у припреми воде за пиће
Мембрански процеси у припреми воде за пиће спадају у групу новијих технологија које налазе све ширу примену на глобалном нивоу, због ефикасности, поузданости и релативно ниских експлоатационих трошкова пречишћавања. Ови процеси, који су прво неколико деценија коришћени за десалинизацију морских и сланих вода, од раних 1980-тих година све више се користе за уклањање суспендованих и растворених материја из подземних и површинских вода.

## Технолошки процес
Мембрански процеси у припреми воде за пиће у технолошком смислу састоје се од:
- аерације,
- претходне озонизације,
- коагулације,
- флокулације таложења,
- филтрирање на брзим пешчаним филтерима,
- завршног озонирања,
- филтрирања кроз GAU филтре,
- дезинфекција.

Мембранска инсталација као систем, састоји се од две процесне линије капацитета по 255 l/s пречишћене воде. Цевни by-pass омогућава да се 90 l/s сирове воде без пречишћавања меша са пречишћеном водом на крају процеса пре хлорисања. 

### Главни елементи мембранског постројења
Главни елементи мембранског постројења су:
Хемијски предтретман сирове воде
Хемијски предтретман сирове воде има задатак да онемогући или смањи на најмању могућу меру издвајање каменца на површини мембрана, чиме се продужава њихов радни век. 
Механички предтретман
Чине га касетни микрофилтери који имају задатак да уклоне честице веће од 5 микрона, које се могу појавити у сировој води.
Пумпе за постизање потребног притиска
Ове пумпе обезбеђују притисак већи од осмотског притиска за процес филтрирања кроз наномембране.
Наномембране
Оне имају решење са двостепеним проласком воде кроз наномембране. 
Завршно дотеривање квалитета воде
Завршно дотеривање квалитета воде се састоји се од:
- декарбонизације која има за циљ да десорпцијом CO2 из воде доведе концентрацију угљендиоксида на пожељни ниво,
- додавање кречног млека која има за циљ да повећа pH вредност воде и да повећа концентацију калцијума на оригиналну вредност.

Систем за хлорисање
Систем за прање и испирање мембрана.
Се активира, када производња пречишћене воде падне за више од 10% или када нормализована
концентрација соли у пречишћеној води порасте изнад 5% или када парцијални притисак преко мембрана порасте преко 15%.

### Мембрански процеси
| Мембрански процеси, карактеристике и примена. | Мембрански процеси, карактеристике и примена. | Мембрански процеси, карактеристике и примена.                                                                    | Мембрански процеси, карактеристике и примена. | Мембрански процеси, карактеристике и примена. |
| Мембрански процес                             | Величина пора (µm)                            | Могућност сепарације                                                                                             | Притисак (bar)                                | Примена |
| --------------------------------------------- | --------------------------------------------- | --- | --------------------------------------------- | --- |
| Реверзна осмоза                               | < 0,001                                       | Растворене соли и молекули супстанци мале молекулске тежине до 100 Da                                            | 7 - 70                                        | Десалинизација морске воде, пречишћавање отпадних вода у припреми воде за пиће, прехрамбена индустрија                                                                      |
| Нанофилтрација                                | 0,0008 - 0,009                                | Двовалентни јони метала, три и више валентни јони, молекули мале молекулске тежине (200-300 Da ), вируси         | 5 - 15                                        | Водоснабдевање, пречишћавање отпадних вода за потребе водоснабдевања |
| Ултрафилтрација                               | 0,005 - 0,05                                  | Честице величине преко 1 µm , неки вируси, бактерије растворене материје са молекулском тежином 10 000-500000 Da | 0,5 - 5                                       | Водоснабдевање, пречишћавање отпадних вода млечна индустрија, индустрија пића, фармацеутска индустрија, сепарација воде од сирове нафте, сепарација екстракте воћа и поврћа |
| Микрофилтрација                               | 0,05 - 5                                      | Колоиди, протозоа (Ciptosporidium, Giardia )                                                                     | 0,5 - 3                                       | Пречишћавање отпадних вода, предтретман у пречишћавању вода, прехрамбена индустрија, индустрија боја                                                                        |

## Предности
Досадашња искуства у примени мембранских система у процесима припреме воде за пиће су показала да ови системи имају низ предности у односу на конвенцијално постројење:
- мањи трошкови инвестиционих улагања,
- мањи експлоатациони трошкови,
- употреба хемикалија је сведена на минимум,
- простор за смештај инсталације је знатно мањи,
- употреба хлора за дезинфекцију је минимална због значајне редукције броја микроорганизама у току процеса пречишћавања,
- продукција муља у току процеса пречишћавања је мања због мањег утрошка хемикалија,
- време изградње је краће због мањег обима радова и релативно једноставне монтаже мембранских батерија.